# ボフミル・クビシュタ
ボフミル・クビシュタ（Bohumil Kubišta、1884年8月21日 - 1918年11月27日）はチェコの画家、美術評論家である。チェコにおける前衛絵画の先駆者である。

## 略歴
現在のチェコ、フラデツ・クラーロヴェー州のヴルチコヴィツェ(Vlčkovice)の農家に生まれた。1903年からプラハの工芸学校で学び、翌年プラハの美術アカデミーに移り、ヴラホ・ブコヴァッツに学んだ。美術アカデミーに長く留まらず、1906年にフィレンツェやパリを旅した。1907年にチェコの前衛画家、エミール・フィラやアントーニン・プロハースカ(Antonín Procházka)らと芸術家集団「オスマ」（「8人会」）を結成した 。「オスマ」は1905年にプラハで展覧会を開いた、エドヴァルド・ムンクの作品に影響を受けた、画家たちで結成したものである。
1910年頃までは「表現主義」のスタイルの作品を描き、ドイツ表現主義のグループ、「ブリュッケ」のメンバーと交流した。ドイツの「ベルリン分離派」からブリュッケのメンバーらが分かれて、作られた「新分離派」のメンバーとなりその展覧会に参加した。この頃、チェコの画家ヤン・ズルザヴィーも加わった象徴主義的な美術団体「Sursum」にも参加した。1910年頃にパリのアンデパンダン展に参加し、パブロ・ピカソとジョルジュ・ブラックが示した「キュビズム」の作品に影響を受けた作品を描くようになった。
第一次世界大戦中のインフルエンザ（スペインかぜ）のパンデミックの犠牲となりプラハで亡くなった。

## 作品

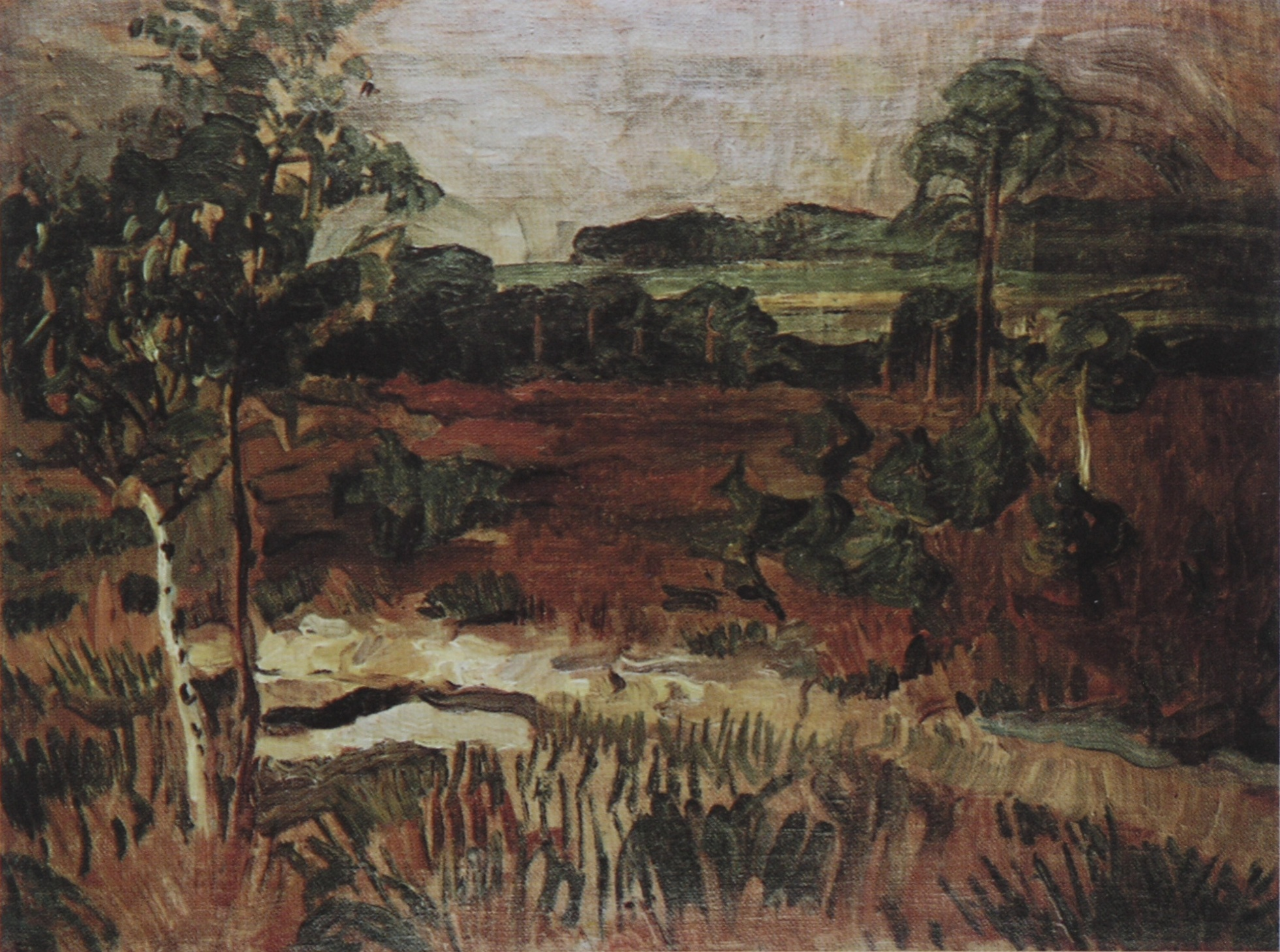
ヒースの生えた原野の風景(c.1907)
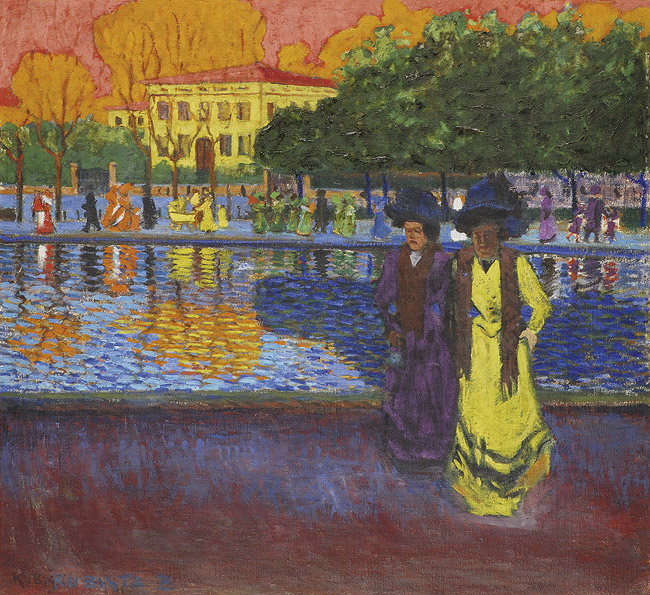
アルノ川の散歩道(1907)
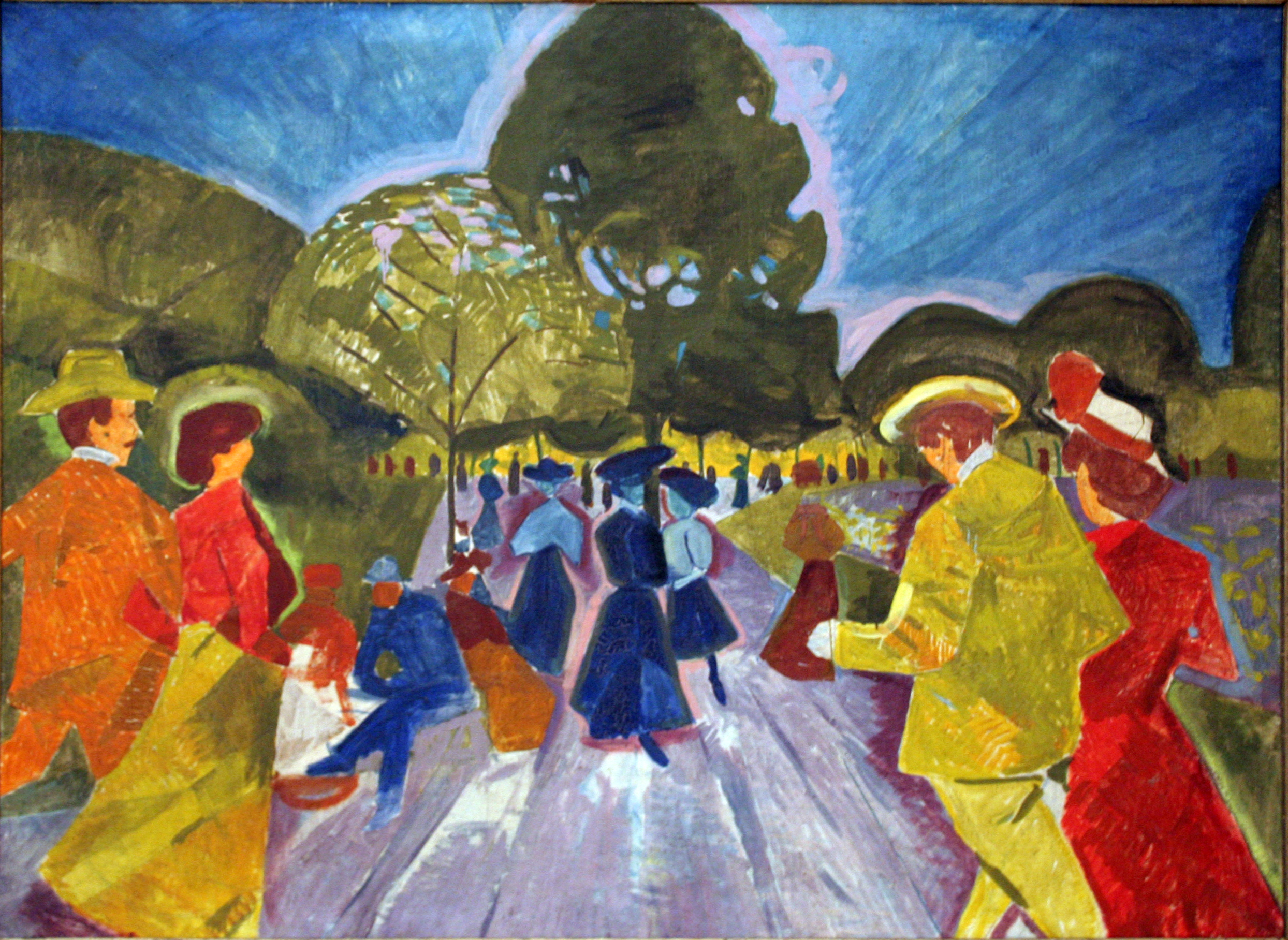
プラハのリーガー庭園(1908)
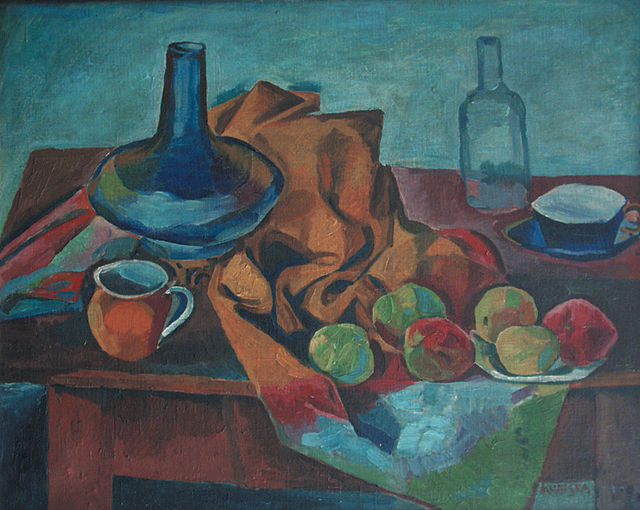
静物画(1909)

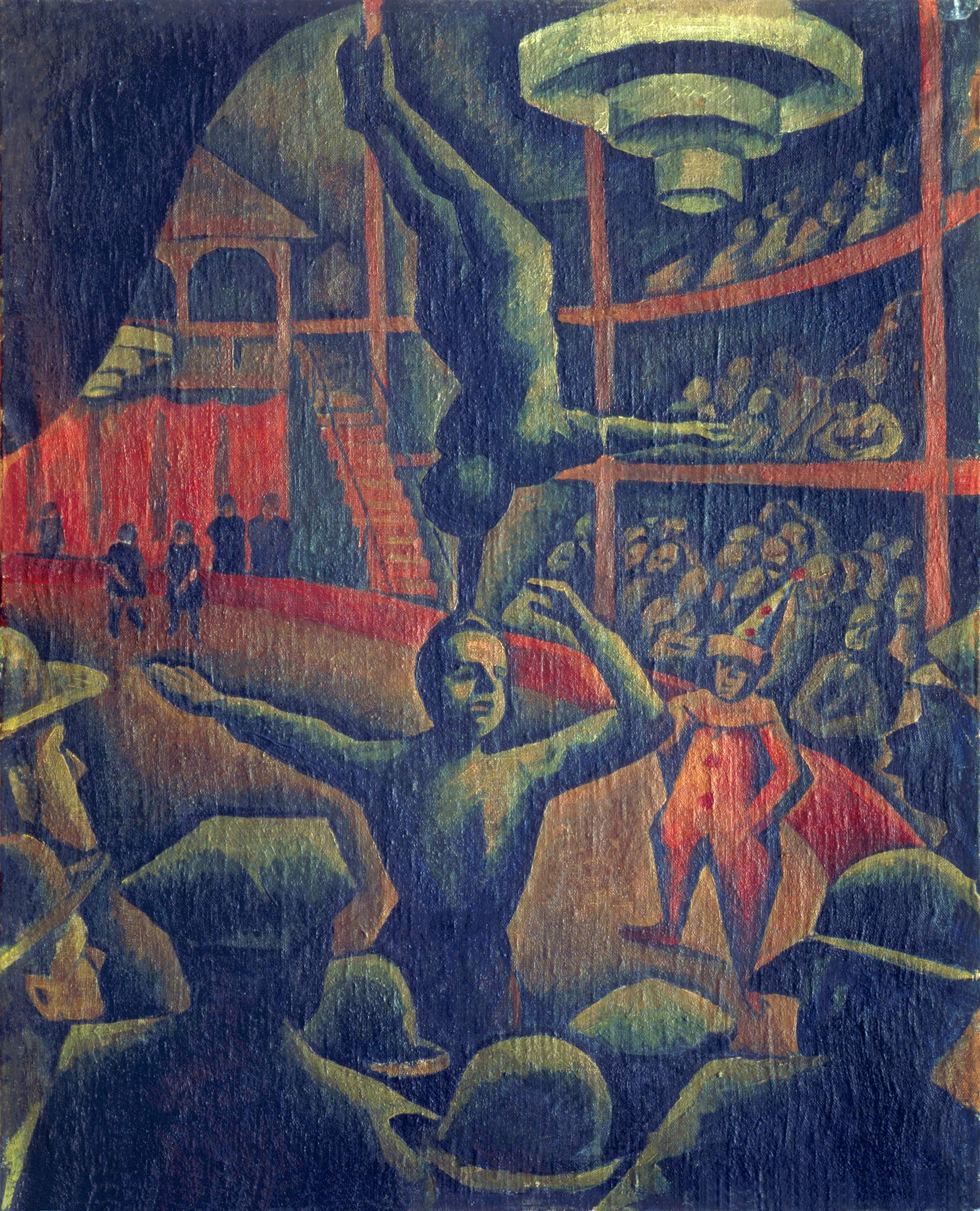
サーカス(1911)
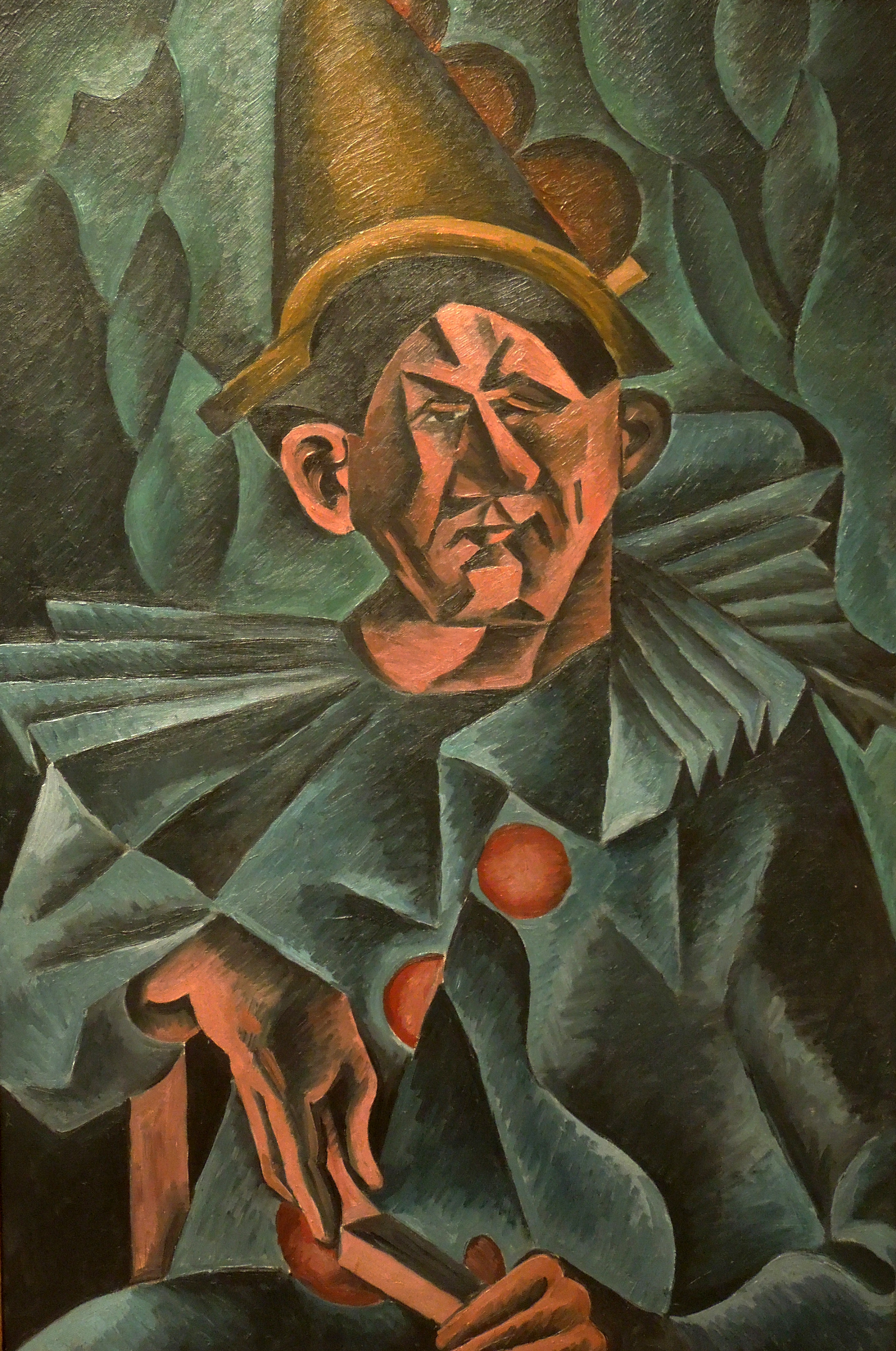
ピエロ
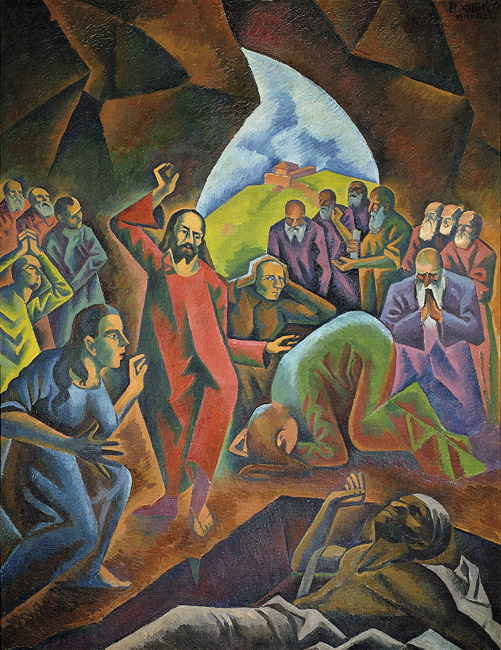
ラザロの復活(1911/1912)
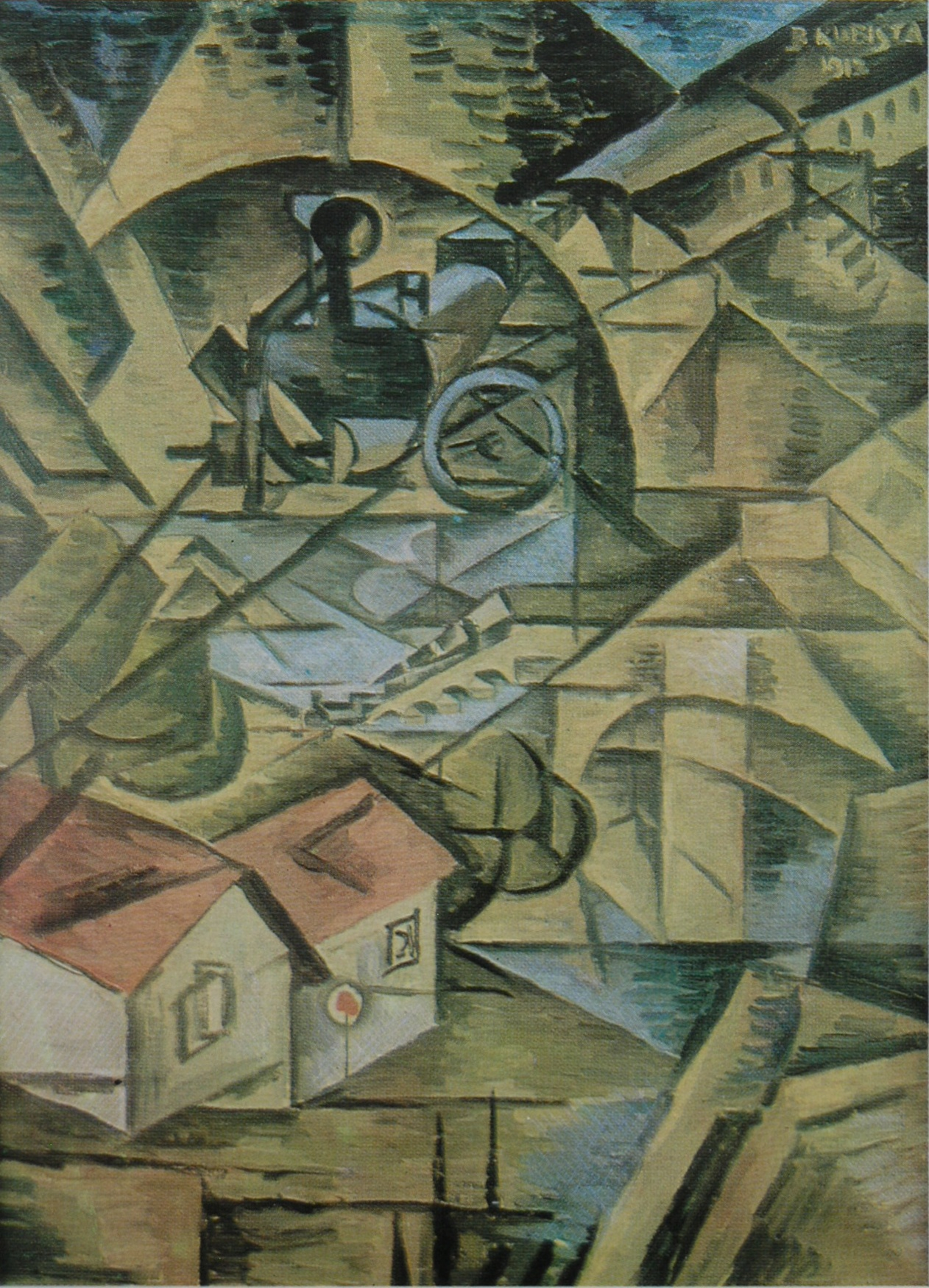
山中の列車(トンネル)(1912)